# Museo Nacional de China
El Museo Nacional de China (en chino:  中國國家博物館) se encuentra en un flanco del lado oriental de la plaza de Tiananmen en Pekín, la capital de la República Popular de China. La misión del museo es educar acerca de las artes y la historia de China. Está dirigido por el Ministerio de Cultura de la República Popular de China.
El museo fue creado en 2003 por la fusión de los dos museos separados que habían ocupado el mismo edificio desde 1959: el Museo de la Revolución China en el ala norte (que se originó en la Oficina del Museo Nacional de la Revolución fundado en 1950 para preservar el legado de la revolución de 1949) y el Museo Nacional de Historia China en el ala sur. El proyecto de reforma estuvo a cargo del estudio de arquitectura alemán Gerkan, Marg und Partner.